# Coupe du Maroc de football 1978-1979
 (avril 2024).
Si vous disposez d'ouvrages ou d'articles de référence ou si vous connaissez des sites web de qualité traitant du thème abordé ici, merci de compléter l'article en donnant les références utiles à sa vérifiabilité et en les liant à la section « Notes et références ».
Navigation
Édition précédente Édition suivante
La saison 1978-1979 de la Coupe du Trône est la vingt-troisième édition de la compétition. 
Le Wydad Athletic Club remporte la coupe au détriment du Chabab Mohammédia sur le score de 2-1 au cours d'une finale jouée dans le stade Mohammed V à Casablanca. Le Wydad Athletic Club remporte ainsi cette compétition pour la troisième fois de son histoire.

## Déroulement

### Huitièmes de finale
| Équipe 1               | Équipe 2                     | Résultat |
| Renaissance de Settat  | Fath Union Sport de Rabat    | 0 - 1    |
| Kénitra Athlétic Club  | Nejm Shabab Bidawi           | 1 - 0    |
| Mouloudia Club d'Oujda | Moghreb de Tetouan           | 2 - 1    |
| AS Salé                | FAR de Rabat                 | 2 - 1    |
| Union de Touarga       | Chabab Mohammédia            | 1 - 2    |
| Union de Mohammédia    | Olympique de Boujniba        | 2 - 1    |
| Raja de Beni Mellal    | Ittihad Riadi Fkih Ben Salah | 1 - 2    |
| Wydad Athletic Club    | CODM Meknès                  | 2 - 1    |

### Quarts de finale
| Équipe 1              | Équipe 2                     | Résultat            |
| Chabab Mohammédia     | AS Salé                      | 3 - 1               |
| Union de Mohammédia   | Ittihad Riadi Fkih Ben Salah | 1 - 0               |
| Kénitra Athlétic Club | Fath Union Sport de Rabat    | 0 - 0 1 - 2 (t.a.b) |
| Wydad Athletic Club   | Mouloudia Club d'Oujda       | 0 - 0 4 - 3 (t.a.b) |

### Demi-finales
| Équipe 1            | Équipe 2                  | Résultat |
| Wydad Athletic Club | Fath Union Sport de Rabat | 2 - 1    |
| Chabab Mohammédia   | Union de Mohammédia       | 1 - 0    |

### Finale
La finale oppose les vainqueurs des demi-finales, le Wydad Athletic Club face au Chabab Mohammédia, le 6 octobre 1979 au Stade Mohammed V à Casablanca.
| Coupe du Trône : Finale 1979 | Wydad Athletic Club | 2 - 1 | Chabab Mohammédia | Stade Mohammed V , Casablanca                  |                                                |
| 6 octobre 1979               |                     |       |                   | Spectateurs : 70 000 Arbitrage : Baba Laouissi | Spectateurs : 70 000 Arbitrage : Baba Laouissi |
| 6 octobre 1979               |                     |       |                   | Spectateurs : 70 000 Arbitrage : Baba Laouissi | Spectateurs : 70 000 Arbitrage : Baba Laouissi |